# 산리오
산리오(일본어: サンリオ, 영어: Sanrio Company, Ltd.)는 일본의 엔터테인먼트 기업이다. 주로 캐릭터와 이를 기반으로 한 상품을 기획, 판매, 해당 캐릭터의 라이선스를 제공하며, 각종 그리팅 카드(연하장, 크리스마스 카드 등)을 기획, 판매한다.
1960년 8월 10일에 야마나시 실크 컴퍼니로 창립하였다. 1973년에 상호를 산리오로 변경하였으며, 사장은 창업 당시부터 지금 현재도 즈지 신타로(辻信太郎)이다. 산리오란 스페인어로 성스러운 강을 의미한다.
대한민국에서는 1990년대에 영아트와 라이선스를 맺고 포차코, 케로케로케로피, 헬로키티 등의 캐릭터 상품을 전개했으며, 1998년 7월 한국 법인으로 산리오 코리아를 설립하여 직영 매장을 여러 곳에 운영 중이다.
2015년부터 디자인 원이 산리오 코리아 공식 온라인 샵 운영 및 관리 MOU를 체결함으로써 현재는 산리오 코리아는 산리오 스토어를 관리하고 디자인 원이 산리오 스토어를 운영하고 있다.

## 사업
헬로키티를 비롯한 캐릭터 상품으로 유명하며, 자사가 개발한 캐릭터 수는 400종을 넘는다. 그 밖에도 영화 제작, 출판에 손을 댔다. 외식 산업에도 참가하여, 사이타마현 등 일부의 지역에서 KFC의 가맹점을 내기도 했다. 또한 도쿄도의 산리오 퓨로랜드, 오이타현의 하모니 랜드 등 테마 파크 사업에도 손대고 있다. 그리팅 카드 사업에서는 일본 최대의 회사다. 2002년에 월트 디즈니 컴퍼니와 그리팅 카드 사업으로 제휴를 맺었다.

## 산리오 퓨로랜드
1990년에 오픈한 산리오의 실내 테마파크이다. 타마 뉴타운에 있으며, 7가지의 어트랙션과 퍼레이드 그리고 산리오 캐릭터 상품을 판매한다.

## 연혁
1960년 야마나시현청 소속의 공무원이던 츠지 신타로가 자본금 100만 엔으로 설립한 '야마나시 실크 회사'가 그 전신이다. 초기에는 지방 특산물을 팔다가 점차 잡화사업으로 전환했고, 1962년, 츠지 신타로는 꽃이 박힌 고무 샌들을 제작 및 판매하는 것으로 사업을 확장했는데, 이 때 디자인의 중요성을 간파해 미즈모리 아도 등의 일러스트레이터를 기용해 자사의 제품에 넣을 디자인을 고안하도록 했다.
1969년 미국 홀마크 카드사와 일본 대리점 계약을 맺고, 1973년 회사명을 '산리오'로 개칭하면서 사업의 정체성 역시 선물증정용 제품 위주로 바뀌게 되었고, 이를 위해 디자인 된 것이 바로 오늘날 전세계적 인기를 한 몸에 받고있는 '헬로키티'이다. 이외에도 여러 다른 캐릭터들이 디자인되고 상품화되었는데 그 중 데즈카 오사무의 작품인 아기 유니콘 '유니코' 역시 산리오 산하에 있었으나, 1989년 데즈카 오사무가 타계함과 동시에 저작권 역시 데즈카 프로덕션의 회사로 넘어가게 된다.
2003년 말에 스웨덴의 메딩그 그룹에 의해 '의식있는 기업'으로 선정되었으며, 1984년 이후 유니세프를 후원해 오고있다.
2017년 7월 기준 세가 사미 홀딩스가 최대 주주(11.1%)로 있다.
2020년 6월, 창업주 츠지 신타로는 60년 만에 경영 일선에서 물러나 그 자리를 손자인 츠지 도모쿠니 전무에게 맡길 것이라고 발표하였다.
2022년 8월 11일에 공식 홈페이지가 개편되었다. 캐릭터마다 데뷔일, 생일, 좋아하는 음식, 꿈, 갤러리, 관련 홈페이지등이 정리되어 있다.

## 산리오 하모니랜드
퓨로랜드가 실내 테마파크라면, 하모니 랜드는 실외형 테마파크다. 오이타현 히지마치에 위치하며, 퓨로랜드보다 훨씬 큰 면적과 많은 놀이기구가 특징. 오이타에서 테마파크에 가보고 싶다면 여기를 가보는 것을 추천한다.

## 주요 캐릭터
- 헬로 키티
- 디어 다니엘
- 리틀 트윈 스타(키키, 라라)
- 마이멜로디
- 시나모롤
- 포차코
- 케로케로 케로피
- 폼폼푸린
- 배드 바츠마루
- 신칸센 캐릭터
- 우사하나
- 쥬얼펫
- 구데타마
- 쿠로미
- 숲의 요정 페어리루
- 뮤클드리미
- 빠뿌야 놀자
- 미스터 맨 리틀 미스
- 허니멀타운
- 주사위 요정 큐비쥬